# Tmavomodrý svět
Tmavomodrý svět é um filme de drama tcheco de 2001 dirigido e escrito por Jan Svěrák e Zdeněk Svěrák. Foi selecionado como represente da República Tcheca à edição do Oscar 2002, organizada pela Academia de Artes e Ciências Cinematográficas.

## Elenco
- Ondřej Vetchý
- Kryštof Hádek
- Tara FitzGerald
- Oldřich Kaiser
- Charles Dance